# Alexandru G. Radovici
Alexandru G. Radovici (n. 20 iulie/1 august 1860, Ploiești, Principatele Unite ale Moldovei și Țării Românești – d. 2/15 iunie 1918, Iași, România) a fost un om politic român.
Descendent al uneia dintre cele mai bogate familii românești din secolul al XIX-lea, Alexandru G. Radovici s-a născut în anul 1860 la Ploiești, oraș pe care îl va administra în calitate de primar în anii 1895-1899. Studiază dreptul la Paris și devine doctor în științe juridice la Bruxelles. În timpul studiilor în străinătate, este atras de ideile socialiste. S-a căsătorit cu Victoria Predescu, cu care a avut un copil, Bran. În anul 1884, revine în țară cu intenția de a face carieră în politică alături de Partidul Social-Democrat al Muncitorilor din România. În anul 1893, devine președintele acestui partid, pe care însă îl părăsește pentru Partidul Național Liberal. A fost avocat, deputat și senator (1911) de Prahova și vicepreședinte al Camerei Deputaților (1908). În timpul guvernului Brătianu (4 ianuarie 1914 - 11 decembrie 1916) a funcționat în calitate de ministru liberal al Industriei și Comerțului. În anul 1917, în timpul retragerii guvernului în Moldova, este numit director al Băncii Naționale din Iași.
S-a stins din viață la Iași, la 2/15 iunie 1918. A fost înmormântat în urbea natală, la cimitirul Bolovani.
Alexandru G. Radovici provenea dintr-o familie bogată, care deținea vaste proprietăți, printre care:
-Casa fraților I. și G. Radovici, cunoscută ca Hotel Europa din Ploiești (1860-1872)
-Casa Radovici, devenita Hotel Carol, Ploiești (1866-1872)
-Casa Radovici Ploiești, Bulevardul Indepedenței nr.14
-Casa Radovici Sinaia (1925)